# Cricetulus longicaudatus
Cricetulus longicaudatus är en däggdjursart som först beskrevs av Milne-Edwards 1867.  Cricetulus longicaudatus ingår i släktet råtthamstrar och familjen hamsterartade gnagare. IUCN kategoriserar arten globalt som livskraftig. Inga underarter finns listade.
Arten når en kroppslängd (huvud och bål) av 8,0 till 13,5 cm, en svanslängd av 3,5 till 4,8 cm och en vikt av 15 till 50 g. Bakfötterna är 1,5 till 2,1 cm långa och öronen är 1,5 till 2,0 cm stora. På ovansidan är pälsen sandfärgad till gråbrun och på undersidan förekommer ljusgrå päls. Undersidans hår är mörk gråbruna vid roten och vita på spetsen. Gränsen mellan den mörkare ovansidan och den ljusare undersidan är en nästan vågrätt linje. Även svansen är uppdelad i en mörk ovansida och en ljus undersida. De mörka öronen har en vitaktig kant.
Denna råtthamster förekommer från centrala Kina över Mongoliet till Kazakstan och ryska Sibirien norr om Mongoliet. I bergstrakter når arten 1900 meter över havet. Habitatet utgörs av halvöknar, bergsängar, buskskogar, stäpper och andra torra områden.
Individerna gräver bon under stenar eller använder hålor som skapades av andra djur. De är aktiva på natten och fodrar boet med torr gräs. Cricetulus longicaudatus äter främst frön samt några insekter. Honor kan para sig två gånger per år och en kull har 4 till 9 ungar.